# 바부칸 카툰

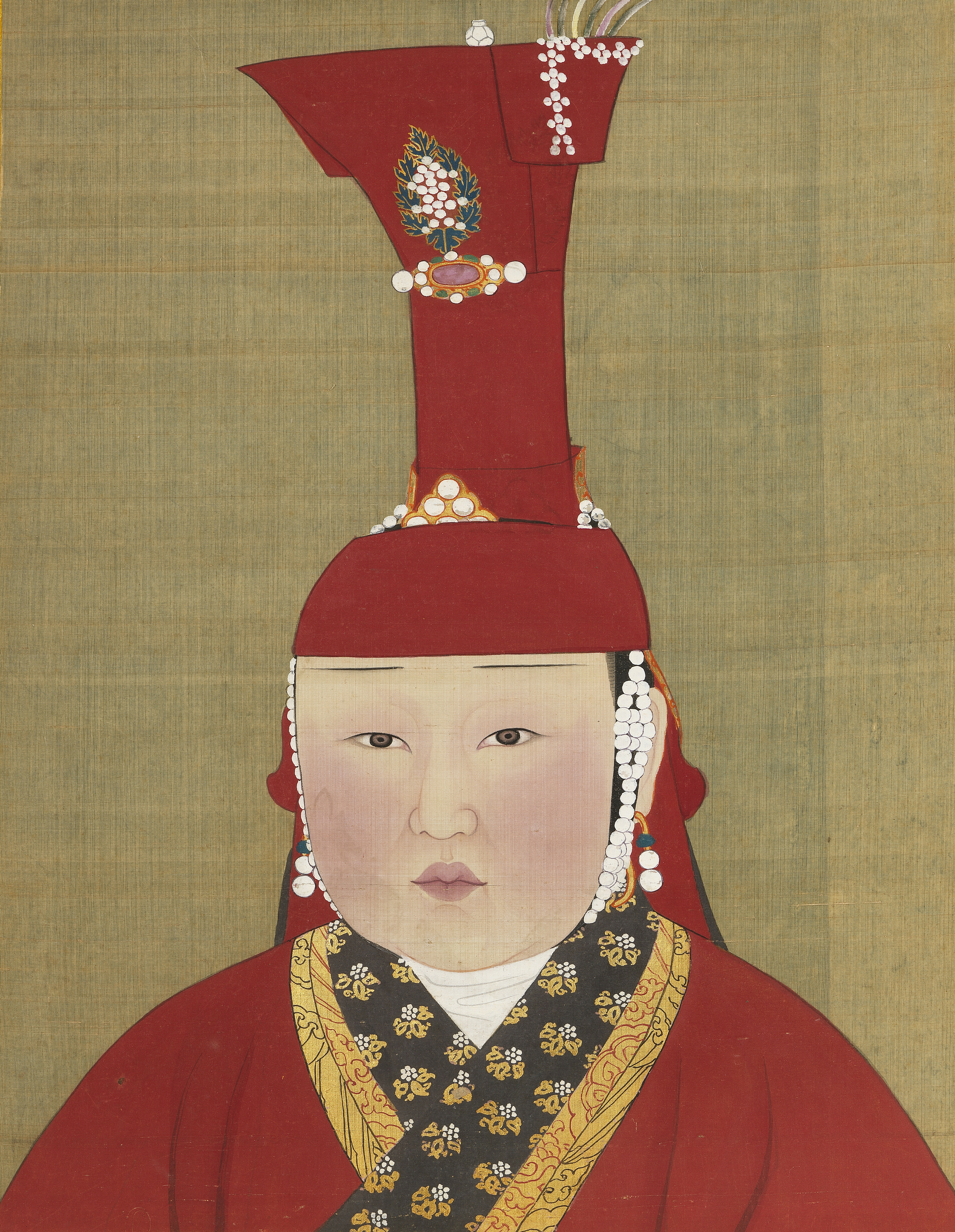

바부칸 카툰(몽골어: Бабухан, ? ~ 1328년)은 몽골 제국 원나라의 황후로, 옹기라트부 출신이며 진종 태정제 예순테무르 칸의 황후이다. 원 천순제 라기바흐의 어머니이다.
바부칸은 옹기라트부 출신 울리아카르의 딸이라는 설과, 마이추한의 딸이라는 설이 있으며 이들은 모두 알티 노얀의 손자였다. 바부칸의 아버지는교수형 집행인이었으나, 그는 몽골 제국의 개국공신인 알티 노얀의 손자였고, 칭기즈 칸의 정처 보르테 카툰의 아버지 데이 세첸의 증손자였다. 그녀의 친정은 대대로 왕비를 배출하는 옹기라트부 내에서도 유력한 집안이었다.
1324년 3월 황후로 책봉되었다. 1328년 8월 10일 그의 남편 예순테무르는 상도에서 갑자기 의문의 최후를 맞이했다. 중서우승상 다울리트 샤에 의해 10월 3일 아들 라기바흐가 원나라의 황제로 즉위, 연호를 천순으로 개원하였다.
그러나 그해 8월 엘테무르 등이 군사를 이끌고 쿠데타를 일으켰고, 무종 카이산의 측근 군벌을 포섭하고 대도를 점령했다. 다울리트 샤와 천순제는 상도로 도피하였으나 엘테무르 군대에 의해 최종 패배하였다. 다울리트 샤는 항복 후 처형되었고, 바부칸을 비롯한 태정제의 황후는 투그 테무르에 의해 끌려갔다. 이후의 바부칸 카툰의 행적은 미상이다. 문종 투그 테무르는 그를 합법적인 황후로 간주하지 않아서 시호는 없다.